# Victoria Open 2022
Die Victoria Open 2022 im Badminton fanden vom 3. bis zum 4. Dezember 2022 in Albert Park statt.

## Sieger und Platzierte
| Disziplin    | Gold                           | Silber                   | Bronze                        |
| ------------ | ------------------------------ | ------------------------ | ----------------------------- |
| Herreneinzel | Jacob Schueler                 | Nathan Tang              | Ricky Tang                    |
| Herreneinzel | Jacob Schueler                 | Nathan Tang              | Adam Dolman                   |
| Dameneinzel  | Tiffany Ho                     | Louisa Ma                | Audrey Ho                     |
| Dameneinzel  | Tiffany Ho                     | Louisa Ma                | Ying Tse                      |
| Herrendoppel | Kenneth Choo Lim Ming Chuen    | Oon Hoe Keat Otto Zhao   | Tang Huaidong Ricky Tang      |
| Herrendoppel | Kenneth Choo Lim Ming Chuen    | Oon Hoe Keat Otto Zhao   | Marcus Kong Wilson Wee Sen To |
| Damendoppel  | Joyce Choong Gronya Somerville | Tiffany Ho Khoo Lee Yen  | Jazmine Lam Bethany Li        |
| Damendoppel  | Joyce Choong Gronya Somerville | Tiffany Ho Khoo Lee Yen  | Ying Tse Jasmine Wong         |
| Mixed        | Kenneth Choo Gronya Somerville | Jan Mark Sotea Audrey Ho | Lim Ming Chuen Kaitlyn Ea     |
| Mixed        | Kenneth Choo Gronya Somerville | Jan Mark Sotea Audrey Ho | Rayne Wang Khoo Lee Yen       |